# 過去深きひと
『ひとシリーズ 過去深きひと』（ひとシリーズ かこふかきひと）は、1968年9月30日から同年11月1日まで、朝日放送の制作により、TBS系全国ネットの昼ドラ枠『テレビ映画』で放送されていたテレビドラマである。全25話。制作局での放送時間は毎週月曜 - 金曜 13:15 - 13:45 （系列キー局TBSでは15分先行の13:00 - 13:30）。
1967年3月までこの枠で放送されていた『愛の自画像』以来となる朝日放送製作ドラマ。TBSほかではこの作品の放送開始を機に放送時間が変更されたが、製作局の朝日放送では前作『蒸発』と同じく13:15 - 13:45に放送されていた。

## キャスト
- 原良子
- 睦五郎（後の睦五朗）
- 岩崎信忠

## スタッフ
- 監督：佐伯孝治
- 脚本：灘千造